# 電號驅逐艦 (吹雪型)
| 电号驱逐舰 | 电号驱逐舰                                                       |
| ---------- | ---------------------------------------------------------------- |
| Inazuma    |                                                                  |
| 概况       |                                                                  |
| 舰种       | 驱逐舰                                                           |
| 舰级       | 吹雪型驱逐舰（24号舰）                                           |
| 舰历       |                                                                  |
| 拥有国     | 大日本帝国                                                       |
| 订购       | 昭和2年度舰艇补充计划                                            |
| 开工       | 1930年3月7日                                                     |
| 下水       | 1932年2月25日                                                    |
| 服役       | 1932年11月15日                                                   |
| 结局       | 1944年5月14日战沉                                                |
| 除籍       | 1944年6月10日                                                    |
| 概观       |                                                                  |
| 排水量     | 基准：1,680吨 公试：1,980吨                                      |
| 全长       | 118米 （水线长：115.3米）                                        |
| 全宽       | 10.36米                                                          |
| 吃水       | 3.2米                                                            |
| 动力       | 号舰本式重油锅炉3座 舰本式蒸汽涡轮主机2座2轴 50,000匹马力        |
| 最高航速   | 38.0节                                                           |
| 续航距离   | 5,000浬（14节）                                                  |
| 乘员       | 219名                                                            |
| 装备       | 3座12.7厘米双联装舰砲 2座13毫米单装机枪 3座61厘米3联装鱼雷发射管 |

电是大日本帝国海军的驱逐舰。为吹雪型（特型）第24号舰（III型4号舰）。在日本海军中继雷型驱逐舰“电”后，第二艘使用“电”作为舰名的舰船。根据伦敦海军条约规定，由于驱逐舰“超过1500吨的舰船合计排水量不得超过总排水量的16%”这一限制，特型驱逐舰已不可增产，截至本舰后停止生产。
本舰由于在泗水海战中救助被击沉的敌方乘员376人为闻名。

## 舰历
1930年3月7日于藤永田造船所动工，于1932年11月15日竣工。
1934年6月29日，在济州岛南方的演习中与“深雪”冲撞，造成舰艏损伤，而“深雪”沉没。由轻巡洋舰“那珂”曳航回到佐世保，后在吴接受三个月的修理。
1934年11月与“晓”，“响”，“雷”一同编入第六驱逐队。1940年11月编入第一舰队第一水雷战队，参加太平洋战争。1941年12月4日参加攻占香港，1942年1月9日起参加攻占万鸦老。1月20日，在达沃湾入口附近与“仙台丸”冲撞后，工作舰”明石“靠近邻接后进行紧急修理，之后在马公工作部进行完善的修理工作。2月21日，从高雄出发护航“妙高”。3月1日参加泗水海战，在战斗中救助被击沉的英国重巡洋舰“艾克塞特”船员376人。5月20日，转属北方部队后加入基斯卡方面护航任务。8月31日入吴港，在日本内海与第二航空战队进行训练。10月4日护航同战队的“飞鹰”从佐伯港出发至特鲁克环礁，之后负责船队的护航工作。11月12日，参加第三次所罗门海战。并且直至12月底负责新几内亚运输任务与多次所罗门海域的鼠运输。
1943年2月起负责千岛方面船队护航任务。3月27日参加科曼多尔群岛海战。4月1日编入第一舰队第十一水雷战队，5月至12月负责护航船队从横须贺至特鲁克环礁间往返7次。12月将陆军部队从特鲁克运输至科斯雷岛，此后负责航空母舰“飞鹰”与“龙凤”的护卫工作。
1944年1月至4月间护航航空母舰“海鹰”、“千代田”。5月14日在马尼拉至达沃的护航任务中，于西里伯斯海受到美国潜艇“北梭鱼”（USS Bonefish, SS-223）鱼雷攻击，于塔威塔威附近的5°8′N 119°38′E / 5.133°N 119.633°E处沉没。常磐舰长及以下169人战死，姐妹舰“响”救助剩余121名生还者。
本舰于6月10日除籍。

## 历代舰长

### 舣装員员长
1. 平塚四郎 中佐：1932年3月1日 -

### 舰长
1. 平塚四郎 中佐：1932年11月15日 -
2. 有賀幸作 少佐；1934年11月1日 -
3. 渋谷紫郎 中佐：1935年10月15日 -
4. 山田勇助 少佐：1936年12月1日 -
5. 宮坂義登 中佐：1937年12月1日 -
6. 古川文次 少佐：1938年11月1日 -
7. 勝見基 少佐：1939年2月20日 -
8. 竹内一 少佐：1941年9月15日 -
9. 寺内正道 少佐：1942年11月6日 -
10. 常盤貞蔵 少佐：1943年11月20日 - 1944年5月14日戦死